# Amadou Koné
Pour les articles homonymes, voir Koné.
Ne doit pas être confondu avec l'homme politique ivoirien Amadou Koné, ni avec le footballeur ivoirien Amadou Koné.
Amadou Koné, né en mai 1953, est un écrivain et universitaire ivoirien, professeur de littérature francophone et de culture africaine (en) à l'université de Georgetown aux États-Unis. Entre 1958 et 1963, Amadou s’inscrit successivement dans les écoles primaires publiques d’Assouba, d’Aboisso, de Yassap, de Katiola et enfin d’Akounougbé.

## Biographie
Fils de Dénbiè Soma (dit Mamadou Koné) et de Kahou Sirima (dite Karidia Koulibali), Amadou Koné est né en mai 1953 dans le petit village de Tangora dans le cercle de Banfora, au Burkina Faso actue.
C’est à la plantation près de Ayamé en Côte d'Ivoire, (au sud du Burkina Faso) qu’Amadou Koné grandit en compagnie de ses frères et sœurs. Il commence ses études primaires (en Côte d'Ivoire) en 1958, à l'école primaire publique d'Assouba (Aboisso). En 1964, il rentre au collège moderne de Grand-Bassam (au sud d'Abidjan). Il obtient son Brevet d'études du premier cycle (BEPC) en 1968. Amadou Koné développe son talent d'écrivain en classe de quatrième. Il écrit une pièce théâtrale qui retrace la résistance à la conquête coloniale en Afrique : Samory de Bissandougou. En troisième, il écrit un roman au sujet de la traite négrière : Kaméléfata ou les ennemis de la traite. Amadou Koné est surtout connu pour son œuvre Les Frasques d'Ebinto, un roman dans lequel il présente un jeune lycéen brillant qui a dû abandonner les études pour assumer la paternité d'une grossesse. Il traite également de la sorcellerie dans Jusqu'au seuil de l'irréel. Après l'obtention de son baccalauréat, il poursuit ses études à la Faculté des Lettres et Sciences Humaines de l'université d'Abidjan.
Il est avec Fatou Bolli et Paul Yao Akoto, l'un des trois seuls romanciers ayant traité du thème de la sorcellerie en Côte d'Ivoire dans les années 2000[source détournée].
Il continue dans l'écriture et obtient, en 1972, le quatrième prix du Concours Théâtral Inter-Africain.
Depuis 1997, Amadou Koné enseigne la littérature, la culture et l’histoire africaines à l’université de Georgetown à Washington.

## Publications
- Samory de Bissandougou. Théâtre (DAEC, 1970) ;
- Kaméléfata ou l'ennemi de la traite. Roman ;
- Les Frasques d'Ebinto . Roman (CEDA, 1975) ;
- Sa sainteté le charlatan. Théâtre ;
- La Foi et le pouvoir .Théâtre ;
- Jusqu'au seuil de l'irréel .Roman (NEA, 1976) ;
- Les Confessions d'un sorcier. Roman;
- De la chaire au trône . Théâtre ;
- Le Respect des morts .Théâtre ;
- Téréti .Roman ;
- Nuits du passé . Contes ;
- La Force de vouloir .Roman  écrit en collaboration avec Mary Lee Martin Koné (CEDA, 1978) ;
- Les Liens. Nouvelles (CEDA, 1980) ;
- Traites, sous le pouvoir des Blakoros , I.Récit  (NEA, 1980) ;
- Courses, sous le pouvoir des Blakoros , II.Récit  (NEA, 1982) ;
- Les Canaris sont vides . Théâtre (NEA , 1983) ;
- Les Canaris sont vides. (CEDA, 1985) ;
- Les Coupeurs de têtes.Roman (CEDA Sepia, 1999) ;
- Sigui, Siguila, Siguiya . Théâtre (Malaïka, 2006 ) ;
- L'Œuf du monde . Roman (NEI CEDA, 2010).

## Distinctions
- Prix de la Fondation Léopold-Sédar-Senghor pour Courses, sous le pouvoir des Blakoros, II  .

## Écrits sur Amadou Koné
- « Cinq questions à Amadou Koné ». - Fraternité Matin, n°1788, 3 novembre 1970. - p. 8.

## Ouvrages de recherche
- Anthologie de la littérature ivoirienne, éditée avec la collaboration de Gérard D. Lezou  et Joseph Mlanhoro, Abidjan, Ceda, 1983 ;
- Du récit oral au roman, étude sur les avatars de la tradition héroïque dans le roman africain, Abidjan, Ceda, 1985 ;
- Des textes oraux au roman moderne en Afrique de l’Ouest, Francfort, Verlag für Interkulturelle Kommunikation, 1993 ;
- Lumières africaines, nouveaux propos sur la littérature et le cinéma africains, New Orleans University, Presse universitaire du Sud, Inc., 1997 ;
- Perspectives créoles. Louisiane, Antilles et Haïti, avec le prof. Jean-Max Guieu, New Orleans , Presses universitaires du Nouveau Monde, 2007.